# Gare de Rai - Aube
La gare de Rai - Aube est une gare ferroviaire française fermée de la ligne de Saint-Cyr à Surdon, située sur le territoire de la commune de Rai, à proximité d'Aube, dans le département de l'Orne, en région Normandie.
Un service de transport à la demande assure la substitution de la desserte ferroviaire.

## Situation ferroviaire
Établie à 215 mètres d'altitude, la gare de Rai - Aube est située au point kilométrique (PK) 146,632 de la ligne de Saint-Cyr à Surdon, entre les gares ouvertes de L'Aigle et de Sainte-Gauburge.
Autrefois, avant Sainte-Gauburge, se trouvait la gare de Saint-Hilaire - Beaufai.

## Histoire
Elle est mise en service le 5 août 1867, avec l'ouverture de la voie entre la gare de L'Aigle et la gare de Surdon. Le bâtiment voyageurs a été revendu à un particulier.

## Service des voyageurs
Un service routier de transport à la demande TER Normandie assure la substitution de la desserte ferroviaire, qui a été supprimée le 4 juillet 2016 dans cette halte, avec la suppression des navettes Argentan-Dreux.